# Alex Cross (personaggio)
Alex Cross è un personaggio di fantasia creato dallo scrittore James Patterson. 
È uno psicologo che lavora come detective per il dipartimento di Washington e successivamente passerà all'FBI.
Alex vive con i suoi due figli e con la nonna Nana Mama che si occupa della casa.
| Controllo di autorità | LCCN (EN) nb2017023860 · J9U (EN, HE) 987007556574005171 |